# (5830) Simohiro
(5830) Simohiro est un astéroïde de la ceinture principale.

## Description
(5830) Simohiro est un astéroïde de la ceinture principale. Il fut découvert le 9 mars 1991 à Ojima par Tsuneo Niijima et Takeshi Urata. Il présente une orbite caractérisée par un demi-grand axe de 2,27 UA, une excentricité de 0,20 et une inclinaison de 5,3° par rapport à l'écliptique.

## Compléments